# Fritz Machlup
Fritz Machlup, före 1940 Machlup-Wolf, född 15 december 1902 i Wiener-Neustadt, död 30 januari 1983 i Princeton, New Jersey, var en österrikisk-amerikansk nationalekonom. 
Machlup föddes i Wiener-Neustadt i Österrike-Ungern och flyttade 1933 till USA efter att ha fått ett stipendium. Han hade dessförinnan dock avlagt doktorsexamen vid universitetet i Wien 1923 med en avhandling om guldmyntfot och Ludwig von Mises som handledare. 1925 gifte sig Machlup med Marianne Herzog, och de fick senare två barn.
I USA var Machlup verksam vid University of Buffalo 1935-47, Johns Hopkins University 1947-59, Princeton University 1960-83 och New York University 1971-83.
Machlup hörde till den österrikiska skolan inom nationalekonomin och är främst känd för sin forskning om informationens roll i samhällsekonomin. Han gjorde begreppet "informationssamhälle" vidare känt i boken The Production and Distribution of Knowledge in the United States, utkommen 1962. Machlups forskning rörde även kapitalteori, handelsteori och metodologi.
Machlup var grundare av Bellagio Group, föregångaren till Group of Thirty, och medgrundare av Mont Pelerin Society. Han var också ordförande för Southern Economic Association (1960), viceordförande och senare ordförande för American Economic Association (1966), och ordförande för International Economic Association (1971-74).